# لياندرو سيلفا (مقاتل)
لياندرو سيلفا (بالبرتغالية: Leandro Silva) هو فنان قتال مختلط برازيلي، ولد في 11 نوفمبر 1985 في ساو باولو في البرازيل.

## وصلات خارجية
- لياندرو سيلفا على موقع يو إف سي (الإنجليزية)
- لياندرو سيلفا على موقع شيردوغ (الإنجليزية)
- لياندرو سيلفا على موقع IMDb (الإنجليزية)